# Alexandrina (keresztnév)
Az Alexandrina női név az Alexander férfinév női párja, jelentése: a férfiakat vagy a férfiaktól megvédő.

## Rokon nevek
Alexandra, Alexa, Alexandrin, Alexia, Alesszia, Aleszja, Szandra, Szendi

## Gyakorisága
Az újszülötteknek adott nevek körében az 1990-es évekbeni előfordulásáról nincs adat. A 2000-es és a 2010-es években sem szerepelt a 100 leggyakrabban adott női név között.
A teljes népességre vonatkozóan az Alexandrina sem a 2000-es, sem a 2010-es években nem szerepelt a 100 leggyakrabban viselt női név között.